# Aleksiej Tulinow
Aleksiej Gieorgijewicz Tulinow, ros. Алексей Георгиевич Тулинов (ur. w 1915 r. we wsi Fiedino w obwodzie moskiewskim, zm. ?) – radziecki wojskowy (porucznik), współpracownik Abwehry, dowódca 1 Rosyjskiej Grupy przy Oddziale 1C sztabu XXXVIII Korpusu Armijnego, a następnie oficer oddziału wywiadowczego sztabu Sił Zbrojnych Komitetu Wyzwolenia Narodów Rosji podczas II wojny światowej.
W okresie międzywojennym służył w Armii Czerwonej. Pełnił funkcję komisarza politycznego na jednym z niedużych okrętów wojennych na Dalekim Wschodzie. W 1938 r. został aresztowany przez NKWD. Kilka miesięcy później wyszedł na wolność. Powrócił do marynarki wojennej jako zwykły marynarz Floty Bałtyckiej. Po ataku wojsk niemieckich na ZSRR 22 czerwca 1941 r., służył w stopniu porucznika w 1 Samodzielnej Brygadzie Piechoty Morskiej. Przeszedł na stronę Niemców. Osadzono go w obozie jenieckim w Wołosowie, gdzie pod koniec września tego roku został zwerbowany przez Abwehrę. Otrzymał pseudonim "Schmeling" lub "Schmeleng". Od końca 1941 r. był współpracownikiem Oddziału 1C (wywiad kontrwywiad) XXXVIII Korpusu Armijnego 18 Armii. W 1942 r. sformował przy oddziale kilkunastoosobową grupę wojskową, zajmującą się działaniami wywiadowczymi na obszarze obwodu leningradzkiego i pskowskiego. Pod koniec 1943 r. grupa przeszła do okupowanej Estonii, potem na Łotwę, a ostatecznie do Prus Wschodnich, gdzie została rozwiązana. Porucznik A. G. Tulinow pod koniec 1944 r. wstąpił do nowo formowanych Sił Zbrojnych Komitetu Wyzwolenia Narodów Rosji. Służył w oddziale wywiadowczym sztabu Sił Zbrojnych KONR. Do jego zadań należało prowadzenie działań wywiadowczych na bliskich tyłach Armii Czerwonej. Na pocz. maja 1945 r. wraz ze sztabem i częścią oddziałów "własowskich" poddał się Amerykanom, którzy kilka miesięcy później wydali go Sowietom. Dalsze jego losy są nieznane.